# Municipio de Valley (condado de Phillips)
El municipio de Valley (en inglés: Valley Township) es un municipio ubicado en el condado de Phillips en el estado estadounidense de Kansas. En el año 2010 tenía una población de 23 habitantes y una densidad poblacional de 0,25 personas por km².

## Geografía
El municipio de Valley se encuentra ubicado en las coordenadas 39°36′43″N 99°7′13″O / 39.61194, -99.12028. Según la Oficina del Censo de los Estados Unidos, el municipio tiene una superficie total de 92.91 km², de la cual 84,82 km² corresponden a tierra firme y (8,71 %) 8,1 km² es agua.

## Demografía
Según el censo de 2010, había 23 personas residiendo en el municipio de Valley. La densidad de población era de 0,25 hab./km². De los 23 habitantes, el municipio de Valley estaba compuesto por el 100 % blancos. Del total de la población el 0 % eran hispanos o latinos de cualquier raza.